# Resolutie 1598 Veiligheidsraad Verenigde Naties
Resolutie 1598 van de Veiligheidsraad van de Verenigde Naties werd unaniem door de VN-Veiligheidsraad aangenomen op 28 april 2005 en verlengde het mandaat van de VN-missie in de Westelijke Sahara met een half jaar.

## Achtergrond
Begin jaren 1970 ontstond een conflict tussen Spanje, Marokko, Mauritanië en de Westelijke Sahara zelf over de Westelijke Sahara dat tot dan in Spaanse handen was. Marokko legitimeerde zijn aanspraak op basis van historische banden met het betreffende gebied. Nadat Spanje het gebied opgaf, bezette Marokko er twee derde van. Het land is nog steeds in conflict met Polisario dat met steun van Algerije de onafhankelijkheid blijft nastreven.
Begin jaren 1990 kwam een plan op tafel om de bevolking van de Westelijke Sahara via een volksraadpleging zelf te laten beslissen over de toekomst van het land. Het was de taak van de VN-missie MINURSO om dat referendum op poten te zetten. Het plan strandde later echter door aanhoudende onenigheid tussen de beide partijen waardoor ook de missie nog steeds ter plaatse is.

## Inhoud
De Veiligheidsraad:
- Herinnert aan zijn voorgaande resoluties over de Westelijke Sahara.
- Bevestigt de partijen te willen helpen een oplossing te vinden.
- Roept de partijen opnieuw op samen te werken met de VN om de impasse te doorbreken.
- Dringt er bij Polisario op aan alle overblijvende krijgsgevangenen vrij te laten en met Marokko samen met het Rode Kruis de kwestie van de vermiste personen op te lossen.
- Overwoog het rapport van de secretaris-generaal.

1. Beslist het mandaat van de MINURSO-missie te verlengen tot 31 oktober 2005.
2. Bevestigt dat de militaire akkoorden inzake het staakt-het-vuren moeten worden gerespecteerd.
3. Vraagt de lidstaten vrijwillig bij te dragen aan vertrouwensmaatregelen die bijvoorbeeld familiebezoeken mogelijk maken.
4. Kijkt uit naar de resultaten van de herziening van de administratieve en civiele componenten van de missie.
5. Vraagt de secretaris-generaal voor het einde van het nieuwe mandaat te rapporteren over de situatie.
6. Besluit op de hoogte te blijven.

## Verwante resoluties
- Resolutie 1541 Veiligheidsraad Verenigde Naties (2004)
- Resolutie 1570 Veiligheidsraad Verenigde Naties (2004)
- Resolutie 1634 Veiligheidsraad Verenigde Naties
- Resolutie 1675 Veiligheidsraad Verenigde Naties (2006)

Lijst ·  1581 ·  1582 ·  1583 ·  1584 ·  1585 ·  1586 ·  1587 ·  1588 ·  1589 ·  1590 ·  1591 ·  1592 ·  1593 ·  1594 ·  1595 ·  1596 ·  1597 ·  1598 ·  1599 ·  1600 ·  1601 ·  1602 ·  1603 ·  1604 ·  1605 ·  1606 ·  1607 ·  1608 ·  1609 ·  1610 ·  1611 ·  1612 ·  1613 ·  1614 ·  1615 ·  1616 ·  1617 ·  1618 ·  1619 ·  1620 ·  1621 ·  1622 ·  1623 ·  1624 ·  1625 ·  1626 ·  1627 ·  1628 ·  1629 ·  1630 ·  1631 ·  1632 ·  1633 ·  1634 ·  1635 ·  1636 ·  1637 ·  1638 ·  1639 ·  1640 ·  1641 ·  1642 ·  1643 ·  1644 ·  1645 ·  1646 ·  1647 ·  1648 ·  1649 ·  1650 ·  1651